# Aeroporto di Rzeszów-Jasionka
L'Aeroporto di Rzeszów-Jasionka (IATA: RZE, ICAO: EPRZ) è un aeroporto polacco situato a 10 km a nord di Rzeszów.